# Consoul
Consoul var ett svenskt pojkband aktivt under senare delen av 1990-talet. Bandet låg på Virgin Records. Deras största hitsinglar var "Do You the Right Way" (1996) och en cover på Survivors "Eye of the Tiger" (1999). Medlemmen Tobias Kagelind har i efterhand sagt om bandet att de var det bästa pojkbandet i Sverige, "eftersom vi var det enda pojkbandet".

## Medlemmar
- Ossi Carp
- Matthews Green
- Tobias Kagelind
- Jonas Saeed

### Fotnoter
1. ↑  ”Jag har varit öppet gay i tolv år”. QX. 26 april 2003. http://www.qx.se/2413/%C2%94jag-har-varit-oppet-gay-i-tolv-ar%C2%94. Läst 1 februari 2011.
2. ↑  ”Tobias Kagelind omslagspojke i tyskt gaymagasin”. QX. 1 november 2006. http://www.qx.se/4740/tobias-kagelind-omslagspojke-i-tyskt-gaymagasin. Läst 1 februari 2011.